# Gare d'Aix-en-Provence TGV
Cet article concerne la gare d'Aix-en-Provence TGV. Pour la gare située en centre-ville, voir gare d'Aix-en-Provence.
La gare d'Aix-en-Provence TGV est une gare ferroviaire française de la ligne de Combs-la-Ville à Saint-Louis (LGV), située sur le territoire des communes d'Aix-en-Provence et de Cabriès, dans le département des Bouches-du-Rhône, en région Provence-Alpes-Côte d'Azur. Elle est à environ 15 kilomètres au sud-ouest de la ville d'Aix-en-Provence et à 20 km au nord de Marseille.
Elle est mise en service en 2001 par la Société nationale des chemins de fer français (SNCF), lors de l'ouverture commerciale de la LGV Méditerranée. Elle est uniquement desservie par des trains à grande vitesse (TGV). L'autre gare, située dans le centre-ville, est la gare d'Aix-en-Provence, desservie uniquement par des trains express régionaux (TER).

## Situation

### Situation ferroviaire
Établie à 190 m d'altitude, la gare d'Aix-en-Provence TGV est située au point kilométrique (PK) 699,140 de la ligne de Combs-la-Ville à Saint-Louis (LGV), entre la gare d'Avignon TGV et la fin de la LGV au niveau de son raccordement avec la ligne de Paris-Lyon à Marseille-Saint-Charles dans la région marseillaise.
Les deux quais latéraux numérotés 3 et 4 de la gare ont une longueur de 400 m, permettant de recevoir les TGV couplés entre eux.

### Situation géographique
Construite sur le plateau de l'Arbois, la gare d'Aix-en-Provence TGV est située à 7 km au nord-est de Vitrolles et environ 15 km au sud-ouest d'Aix-en-Provence, à l'intersection de la LGV et de la route départementale 9. À cheval sur la commune d'Aix-en-Provence et celle de Cabriès, elle est géographiquement plus proche de la ville de Vitrolles que d'Aix-en-Provence. Bien que le plateau de l'Arbois soit très peu urbanisé, une grande partie du nord de l'agglomération marseillaise, y compris l'aéroport Marseille-Provence, est à 10 ou 15 km de la gare TGV.
La situation en impasse de la gare Saint-Charles, au centre de Marseille, rend Aix-en-Provence TGV intéressante pour la desserte en chapelet de l'agglomération marseillaise, de Toulon et de la côte d'Azur sans rebroussement, avec un gain de 10 à 15 minutes sur le temps de trajet.

## Histoire
L'histoire de la gare d'Aix-en-Provence TGV s'inscrit dans celle, mouvementée, de la LGV Méditerranée. La question de la desserte de la ville d'Aix-en-Provence a obligé la SNCF à tracer la LGV plus à l'est que ses plans initiaux, en construisant une gare TGV à 16 km du centre d'Aix.
Portée par le maire d'Aix-en-Provence Jean-François Picheral, qui souhaitait développer un « Europôle » sur le plateau, la gare avait suscité de nombreuses oppositions. Refusée d'abord par le gouvernement Juppé, elle a été relancée après le changement de majorité de 1997, avec l'engagement de la mairie d'Aix de créer une liaison ferrée en site propre depuis le centre-ville. La rénovation des lignes existantes pour une desserte en antenne de la gare centrale par les TGV aurait coûté 100 millions de moins. La maîtrise de l'ouvrage a été confiée à la SNCF et au Réseau ferré de France, tandis que la réalisation a été effectuée par la société Eiffel Constructions Métalliques. Jean-Marie Duthilleul, ainsi qu'Étienne Tricaud, sont considérés comme les architectes principaux de l'ouvrage,.
La gare est inaugurée le 10 juin 2001, à l'occasion de l'ouverture du trafic voyageurs sur la ligne nouvelle. La fréquentation a très rapidement dépassé les attentes de la SNCF, essentiellement parce qu'elle évite de rejoindre la gare Saint-Charles, reliée au nord de l'agglomération marseillaise par l'autoroute A7 encore en travaux au début des années 2000.
Elle a reçu le label NF Services, pour sa qualité et son amélioration, le 15 avril 2004 puis en février 2015.
En 2007, elle est desservie par 50 TGV par jour en moyenne.

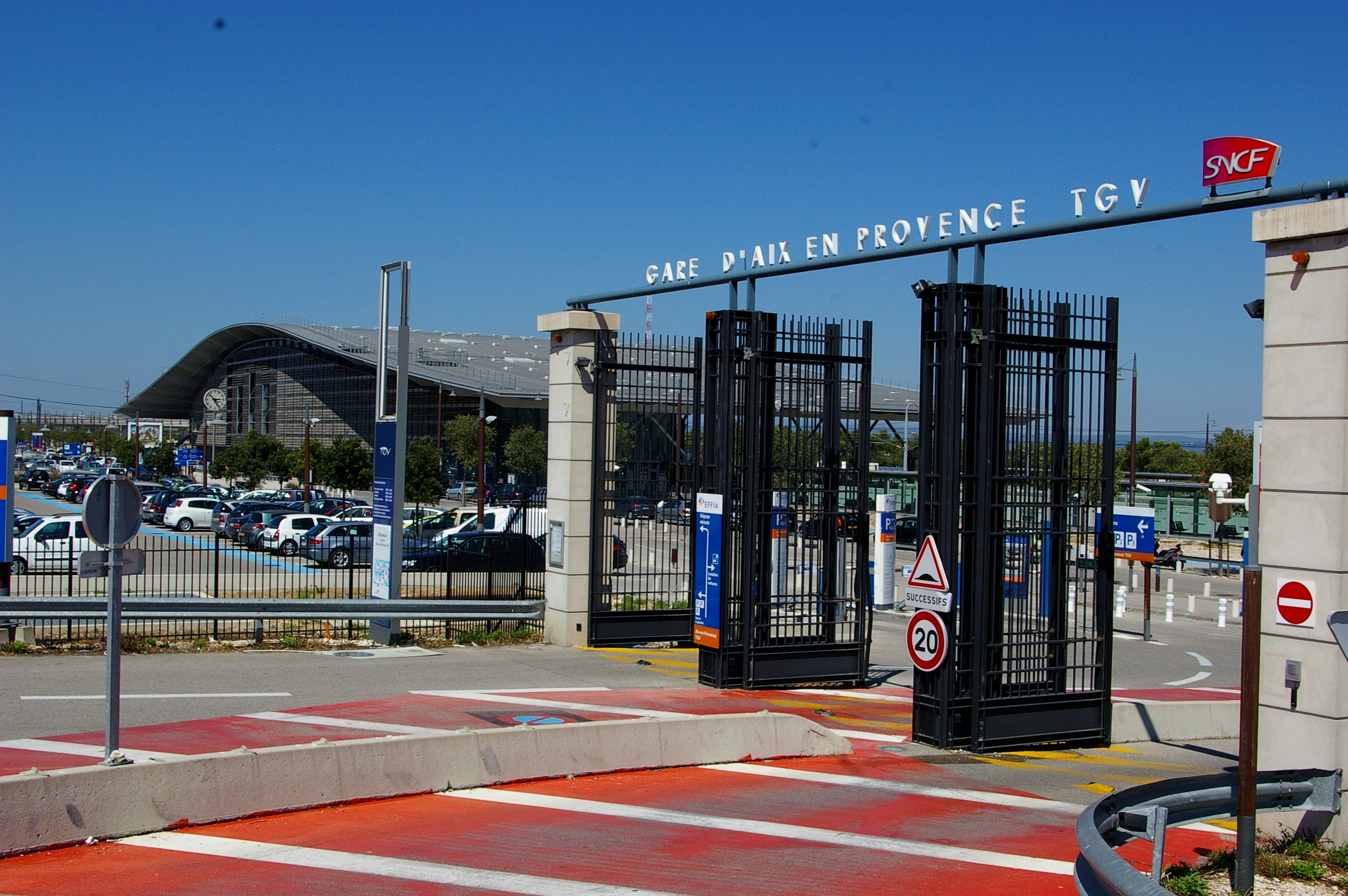
Entrée de la gare.

Les collectivités locales ont progressivement mis en place des navettes pour relier la gare aux villes environnantes, ou à d'autres villes plus lointaines (du Var ou des Alpes-de-Haute-Provence) et pallier l'absence de connexion avec les lignes TER. La fréquentation élevée par les automobiles, du fait de l'éloignement des centres urbains, a entraîné la saturation de l'aire de stationnement jusque sur les rampes d'accès et l'anneau de desserte et de dépose de la gare. Ce stationnement "sauvage", causé aussi par les tarifs élevés des parkings payants (de 18 à 90 € pour 48 h de stationnement en 2010) est particulièrement gênant aux périodes de forte affluence où il aggrave les importants embouteillages. Un grand parking souterrain a été construit côté ouest pour augmenter la capacité de stationnement. Cependant, ni sa mise en service en été 2009, ni les campagnes de verbalisation entreprises par les autorités ne semblent avoir encore endigué le phénomène.
En 2011, alors qu'on compte jusqu'à 900 voitures stationnant hors des parking, EFFIA, la société gestionnaire des 2 910 emplacements payants, a décidé d'entreprendre des travaux pour neutraliser les emplacements les plus gênants.

## Fréquentation
De 2015 à 2023, selon les estimations de la SNCF, la fréquentation annuelle de la gare s'élève aux nombres indiqués dans le tableau ci-dessous.
| Année                               | 2015      | 2016      | 2017      | 2018      | 2019      | 2020      | 2021      | 2022      | 2023      |
| ----------------------------------- | --------- | --------- | --------- | --------- | --------- | --------- | --------- | --------- | --------- |
| Nombre de voyageurs                 | 3 388 402 | 3 403 078 | 3 699 076 | 3 597 729 | 3 594 151 | 2 059 068 | 2 916 645 | 3 739 796 | 3 697 010 |
| Nombre de voyageurs + non voyageurs | 5 212 927 | 5 235 505 | 5 690 886 | 5 534 968 | 5 529 463 | 3 167 797 | 4 487 146 | 5 753 533 | 5 687 708 |

## Service des voyageurs

### Accueil
Gare SNCF, elle dispose d'un bâtiment voyageurs, avec un espace de vente ouvert tous les jours. Les services (notamment accueil et restauration) sont concentrés côté ouest, et les départs au nord. L'organisation de la gare est typique de celle d'une gare TGV, avec 4 voies, les quais étant placés sur les deux voies extérieures. Elle peut être traversée à 300 km/h sur les voies centrales, isolées des voies à quai.

### Desserte

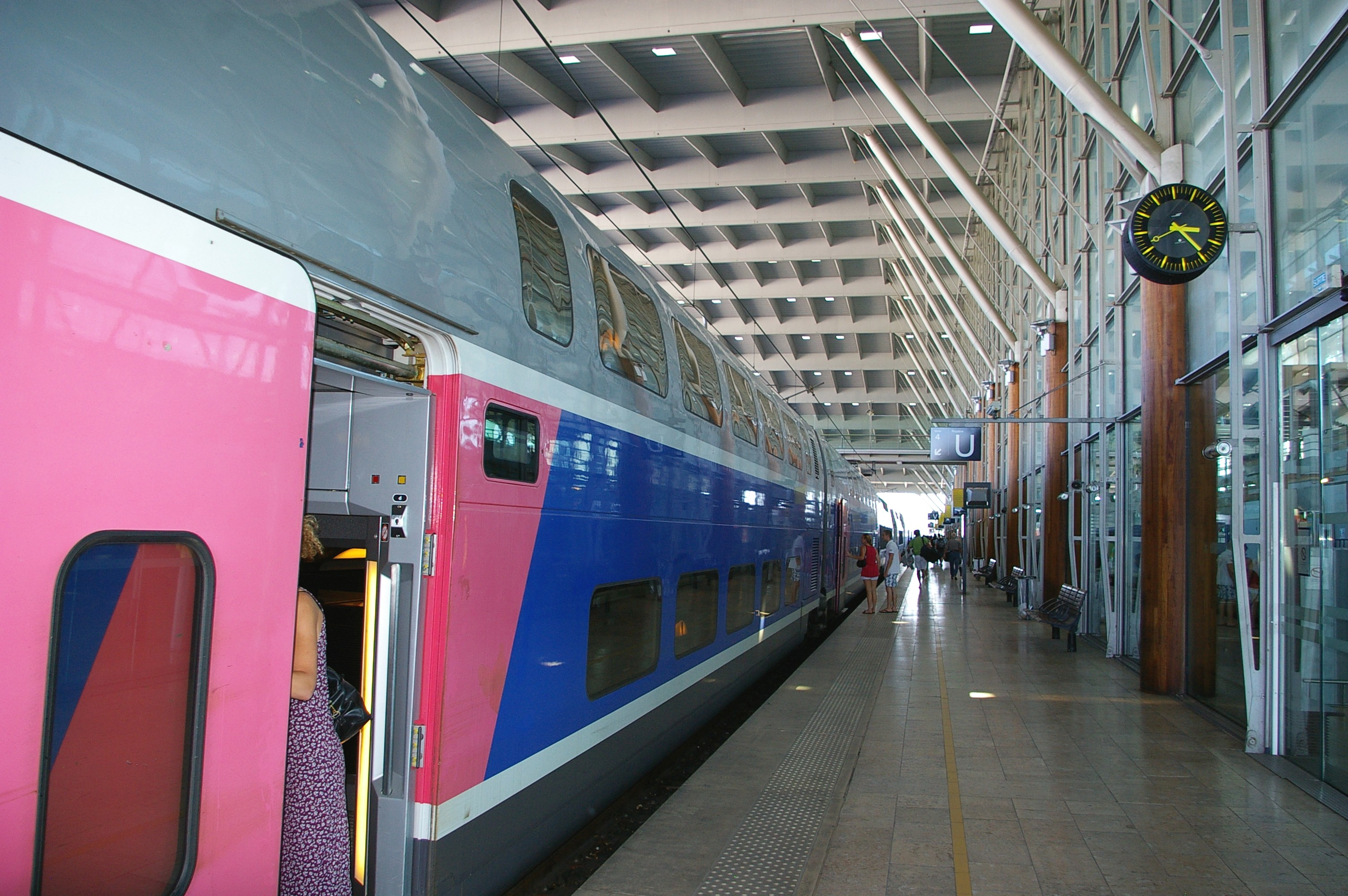
Un TGV à quai.

La gare d'Aix-en-Provence TGV est une gare de grandes lignes, desservie uniquement par des trains à grande vitesse.
Des TGV des relations : Paris-Gare-de-Lyon - Marseille-Saint-Charles - Toulon ou Nice-Ville ; Marseille-Saint-Charles - Strasbourg ou Lille-Europe ; Rennes ou Nantes - Marseille-Saint-Charles ; Nancy - Marseille-Saint-Charles - Nice-Ville.
Elle est également desservie, en période estivale, par des Eurostar (ex-Thalys) de la relation Amsterdam - Bruxelles - Marseille-Saint-Charles.
Depuis le 2 avril 2013, elle reçoit également les trains low-cost Ouigo faisant la liaison Marne-la-Vallée-Chessy – Marseille-Saint-Charles.
Depuis le 15 décembre 2013, la gare est également desservie par une relation AVE de Madrid-Atocha à Marseille-Saint-Charles. Toutefois, cette liaison est supprimée en décembre 2022 en raison de la dissolution de l'alliance Renfe-SNCF en Coopération ; la Renfe la relance seule en juillet 2023, dans le cadre de l'ouverture à la concurrence.

### Intermodalité
La gare n'est accessible qu'en voiture ou en transports en commun routiers, par la route départementale 9.
Desserte en transports en commun routiers : navette par autocars vers la gare routière d'Aix-en-Provence, elle-même à 500 m de la Gare d'Aix-en-Provence (ligne 040) ; navette entre la gare routière d'Aix-en-Provence, la gare TGV et l'aéroport Marseille-Provence, cadencée au quart d'heure en journée ; des cars assurent des liaisons en direction de Salon-de-Provence, Vitrolles, du Var (Saint-Maximin, Brignoles), les villes de Haute-Provence : 4 allers-retours par jour jusqu'à Manosque et Digne, plusieurs mises en correspondance pour Forcalquier et Sisteron ; des liaisons express avec l'aéroport Marseille-Provence.
En automobile la circulation sur l'anneau de desserte se fait dans le sens inverse des aiguilles d'une montre. La dépose ouest permet l'accès direct aux trains allant vers Paris, la dépose est aux trains allant vers Marseille. De chaque côté de la gare se trouvent des parcs de stationnement payants dont un grand parking souterrain côté ouest (P3), qui propose plusieurs services : notamment le nettoyage des véhicules. Les tarifs des parkings principaux sont disponibles sur Internet et sur place à l'accueil du parking souterrain P3. Ils sont aussi affichés aux différentes entrées des parkings et sur les caisses de règlements. Ils vont de 18,10 à 90,00 € pour 48 heures de stationnement (tarif 2010).

## Galerie de photographies

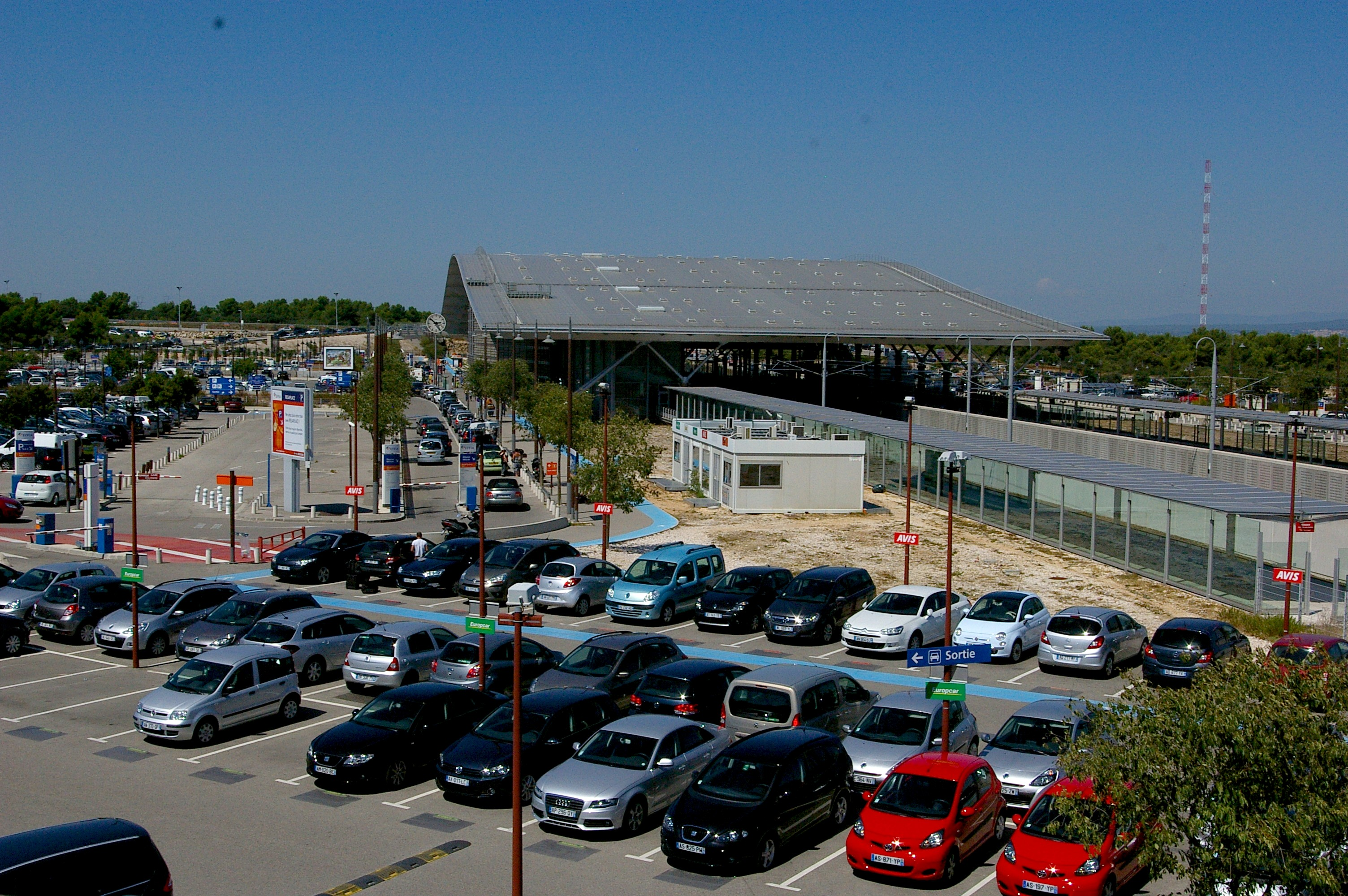
Gare et parkings.
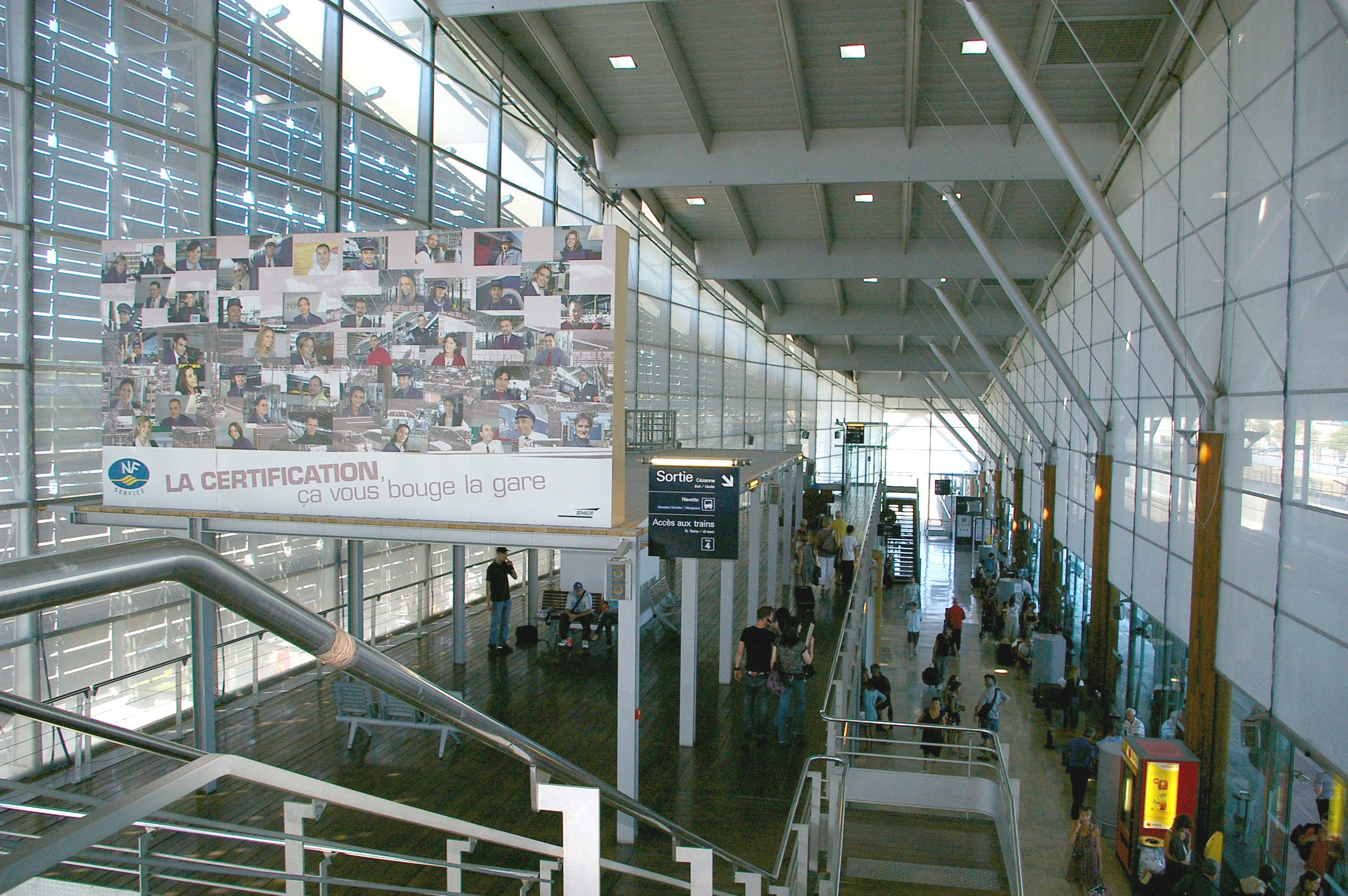
Hall.
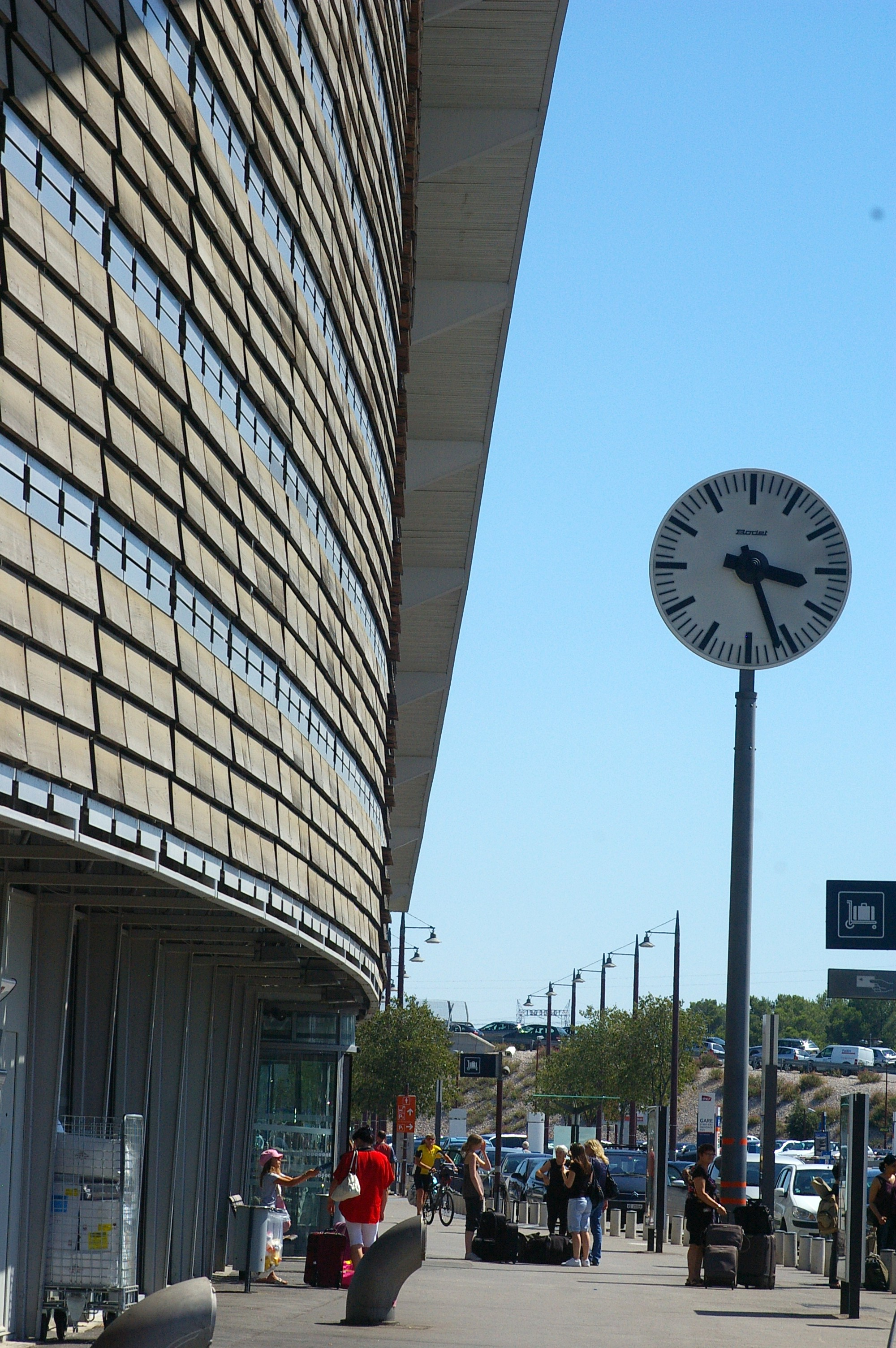
Accès au bâtiment.
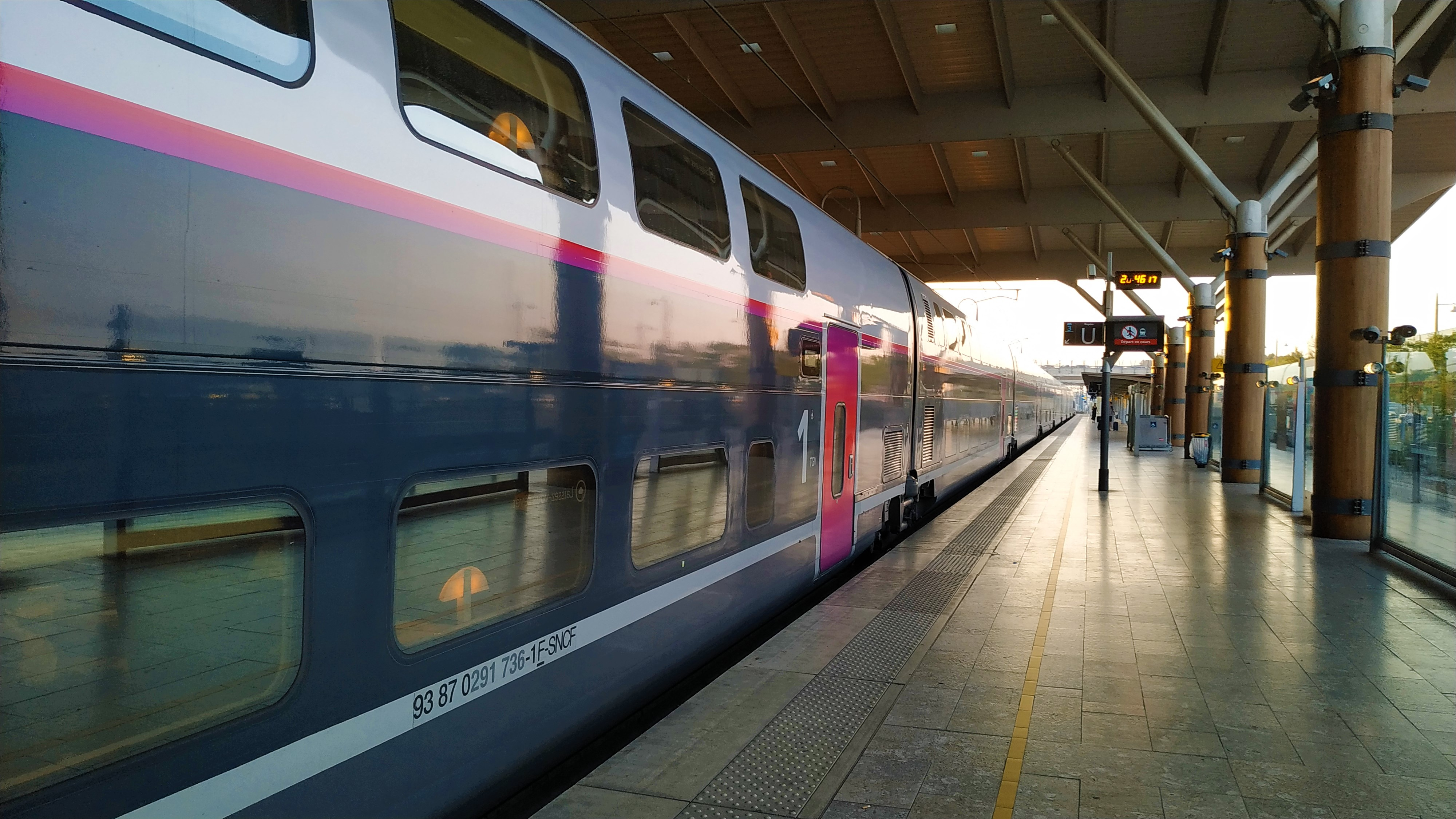
Desserte TGV.